# Amélia Perchard
Amélia Perchard, née Amélia Noël, le 28 décembre 1921 dans la paroisse de Saint-Martin à Jersey et morte le 19 juillet 2012 à Saint-Martin,  est une écrivaine, dramaturge et poétesse en langue jersiaise.

## Biographie
Amélia Perchard est une écrivaine jersiaise qui écrivit plusieurs récits, pièces de théâtre et poésies en langue jersiaise. Plusieurs de ces pièces de théâtre, en langue jersiaise, font partie du patrimoine du théâtre à Jersey, et furent jouées lors du festival du Eisteddfod de Jersey ces dernières années.
Amélia Perchard a écrit également des récitations pour être lues par les enfants lors des veillées organisées par l'association jersiaise L'Assembliée d'Jèrriais. Elle relate également, d'une façon plus poignante et dramatique, l'histoire de son île de Jersey, notamment la période noire sous l'occupation allemande qu'elle dénonce à travers ses écrits. 
Amélia Perchard est également auteure de textes en jersiais pour chansons qui furent mises en musique et enregistrées sur disque et cd et reprise lors de festivals normands à Jersey et en Normandie.
Amélia Perchard est avec l'écrivain jersiais George Francis Le Feuvre (1891-1984), les écrivains les plus prolifiques en langue jersiaise depuis la Seconde Guerre mondiale.

## Poésies
Nos traditions
- Jèrri, a té jé s'sons loyal, fidèle, et dans les pas
- D'nos anchêtres j'suivrons quand i' veindra l'temps.
- Et bouans Jèrriais je souotcheindrons touos les
- Hoummes dans l's Êtats;
- Et dans les Pâraisses
- Qui travaillent sans cesse.
- Touos les Sénateurs et Connêtablyes et Députés étout,
- Êlus par le monde de Jèrri.
- A la Police Honorific faut que je t'nons tréjous bon,
- Car ch'est un honneu d'y servi.
- Et a touos yieux, qui font lus d'vé bein seux
- Donnant lus temps;
- J'disons tous d'eune vouaix
- Mercie bein des fais.

L'Amour
Les hoummes.
Touos les Samedis au sièrs quand la s'maine est finie,
Bein lavés et changis dans nos bouans habits;
Rencontrer nos hardelles,
Oh qu'i' sont belles!
Touos sans manque j'allons.
Car j'les aimons,
Oh coume j'les aimons.

Touos ensemblyes.
La rencontre si douche que j'avons châque fais,
Nos fait d'battre le tchoeu et nos remplye de jouaie.
Coumme les tourterelles
J'trouvons la vie belle,
Mais j'voudraîmes tout l'jour
À faithe l'amour.
Oh véthe à faithe l'amour.

Les femmes.
Le temps de nos s'pather
Arrive trèjous bein trop vite pour mé.
J'voudrais dans tes bras
Passer bein pus d'temps,
Et tu-as toute m'n amour
Pour le restant d'mes jours.
Touos ensemblyes.
Quand je s'sons mathiées j'veindrons visiter,
Chutte p'tite pliaiche si prècieuse tchique bieau sé.
Et nos promesses je r'fthons
Eune fais et pour bouan.
Au clié des belles êtailles
D'être fidéles
Tréjous d'être fidéles,
Tréjous d'être fidéles.

## Chansons
Je syis magnifique !
- Magnifique, je syis magnifique !
- Ya ryin de ma dauns ma saunté
- Je syis hardi byin, counsidéraunt (je suis très bien, à tout prendre)
- Men Doue ! Je syis magnifique, (merci ! Mon Dieu)
- J’i des rheumatisses dauns les genours,
- Et de la goutte dauns men gros orté,
- Men pouls est fyiblle et j’i pus de dents
- J’i des cors sus les déeus pyids
- Le ma me jiguule à retou de temps. (me tracasse tout le temps, sans cesse).
- Ch’est rare qué je dors le loung des nyits. (que je dorme au cours des nuits).